# Zeth Höglund
Carl Zeth "Zäta" Konstantin Höglund (Gotemburgo, 29 de abril de 1884 – Estocolmo, 13 de agosto de 1956) fue un eminente escritor, periodista, antimilitarista, y político comunista sueco, quién también fue alcalde (finansborgarråd) de Estocolmo (1940–1950).
Höglund puede ser considerado como el fundador del Movimiento Comunista en Suecia. Estuvo presente en múltiples reuniones en la Rusia soviética y fue elegido miembro del Comité Ejecutivo de la Internacional Comunista en 1922. En 1926, regresó al Partido Socialdemócrata Sueco, pero continuó definiendóse como comunista.

## Biografía

### Primeros años
Zeth Höglund nació y se crio en Gotemburgo en el seno de una familia de clase media baja. Su padre, Carl Höglund, trabajó como comerciante de pieles y más tarde se dedicó a ser zapatero. Zeth era el menor de 10 hijos. También era el único hijo varón, ya que tuvo 9 hermanas.
Sus padres eran muy religiosos pero a él no le agradaba la jerarquía eclesiástica, ni la forma en que tanto los predicadores como los gobiernos usaban la religión para influenciar a la gente. Höglund más tarde se declararía ateo.

### Acercamiento hacia la política

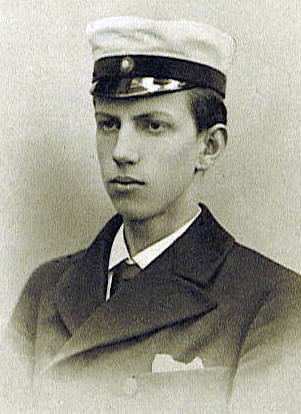
Höglund, llevando su gorra estudiantil, tras graduarse de la secundaria en 1902

Durante sus primeros años en la secundaria, Höglund comenzó a declararse como socialista y en vez de sus libros escolares comenzó a leer a los socialisttas alemanes Karl Marx, Ferdinand Lassalle, Wilhelm Liebknecht y a los socialistas suecos Axel Danielsson y Hjalmar Branting. También leyó a Nietzsche y August Strindberg.
Se graduó de la secundaria 1902 con calificaciones promedio. Pronto obtuvo una pasantía con el diario liberal Göteborgs-Posten y posteriormente fue contratado en otoño por ese periódico.
La misma caída Höglund comenzó a estudiar Historia, Literatura y Ciencias Políticas en el Universidad de Gotemburgo. Allí conoció Fredrik Ström, un estudiante 4 años mayor, quién también era un socialista radical. Desarrollaron una fuerte amistad que durará por el resto de sus vidas.
En la manifestación de Día del mayo en 1903, Höglund y Ström recibieron una invitación para dialogar con el Partido Socialdemócrata en una demanda para exigir un horario laboral de 8 horas por día. Höglund fue quién comenzó a dar su discurso, siendo seguido por Ström, quién de repente comenzó a exigir una jornada laboral de 6 horas, e incluso prometió que en un futuro socialista iba a haber 4 horas de jornada laboral.

### En París
En el verano de 1903, Höglund y Fredrik Ström decidieron trasladarse a París. Se sentían intrigados por la gran Revolución francesa de 1789 y por ser la ciudad en donde sus héroes Jean-Paul Marat, Georges Danton y Louis de Saint-Just habían vivido y luchado.
En París asistieron a numerosos encuentros socialistas, de los cuales el más grandioso fue cuando Jean Jaurès dio un discurso ante 4.000 personas. Intentaron escribir artículos políticos y enviarlos a Suecia donde algunos de ellos fueron publicados en diversos diarios del país. Un día en la oficina de correos, Fredrik Ström descubrió que estaba siendo puesto bajo vigilancia por parte de la policía francesa.
En cierto momento Höglund y Ström estuvieron en problemas financieros. Tuvieron que vivir modestamente en París y gastaban poco dinero en comida. Cuándo llegó el invierno, tuvieron que pasar frío y hambre. Habían esperado quedarse mucho más tiempo, pero decidieron volver a Suecia. No tenían dinero para costear el regreso, pero dos de las hermanas de Höglund, Ada y Alice, les enviaron el dinero, y regresaron a su tierra natal en la Navidad de 1903.

### Partido Socialdemócrata Sueco
Höglund se unió al Partido Socialdemócrata Sueco en 1904 y se convirtió en el líder del movimiento juvenil del partido. Escribió un artículo llamado "Hagamos que la socialdemocracia sueca sea la más fuerte del mundo".
En 1905, Höglund apoyó firmemente el derecho de autodeterminación e independencia de Noruega por parte de Suecia. Cuándo los conservadores suecos dejaron en claro de que estaban listos para someter a Noruega por la fuerza, Zeth Höglund escribió el manifiesto Abajo las Armas! (Ned med vapnen!) en el que declaró indirectamente que si los trabajadores suecos se vieran obligados a ir a la guerra con Noruega, cambiarían de bando y tomarían las armas contra la clase gobernante sueca. La guerra nunca se llevó a cabo, y Noruega pasó a ser un estado independiente, pero, a raíz de su manifestación antibelicista, Höglund fue condenado a seis meses de cárcel, la cual cumplió entre el verano y la Navidad de 1906.
Mientras permanecía encarcelado y era considerado por la clase gobernante sueca como un peligroso rebelde, Höglund tuvo su grupo de admiradores. El socialista alemán Karl Liebknecht lo describió como un héroe en su libro Militarismo y Antibelicismo. El dirigente comunista ruso Lenin escribió: "La estrecha alianza entre los trabajadores noruegos y suecos, su completa solidaridad de clase fraterna, se obtuvo del reconocimiento de los trabajadores suecos sobre el derecho de los noruegos por su independencia (...) Los trabajadores suecos han demostrado que a pesar de todas las adversidades de las política burguesa (...) fueron capaces de preservar y defender la igualdad y solidaridad completa de la clase de los trabajadores de ambas naciones, en la lucha de la burguesía sueca y noruega." (El derecho de las naciones a la autodeterminación, 1914)
En noviembre de 1912, Höglund, junto con sus amigos suecos Hjalmar Branting y Ture Nerman, asistieron a la convención especial de emergencia de la Segunda Internacional, la cual había sido convocada en Basilea, Suiza, debido al estallido de las Guerras de los Balcanes. En la convención, los dirigentes de todos los partidos socialistas de Europa acordaron de estar firmementes unidos para evitar cualquier tipo de guerras futuras a escala internacional.
Junto con Fredrik Ström y Hannes Sköld, Höglund escribió el manifiesto antibelicista Det befästa fattighuset (La Fortaleza de los Pobres) en el que describía y criticaba a Suecia como una fortaleza armada y al mismo tiempo un hospicio en donde el pueblo vivía de forma miserable, mientras que el gobierno gastaba todo su presupuesto en recursos militares. Ni una sola krona, ni öre, para el militarismo! era el eslogan del manifiesto. Se convirtió en una figura repudiada por parte de los políticos burgueses y de los medios de comunicación.

### Primera Guerra Mundial y Zimmerwald

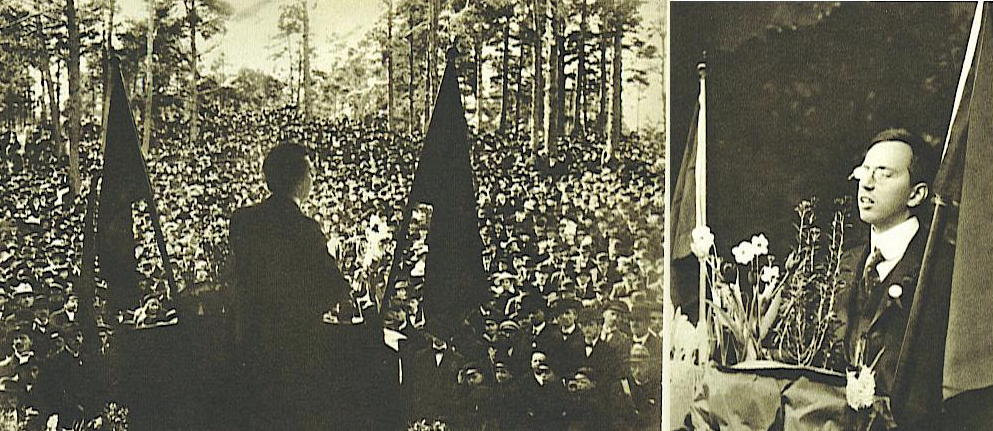
Zeth Höglund dando un discurso a los trabajadores de Estocolmo en el día de su liberación de la prisión.

En 1914, Höglund obtuvo un escaño en la Cámara Baja del Riksdag. Allí, mostró su apoyo hacia el socialismo, y su tenaz rechazo hacia el capitalismo, la guerra y a la monarquía sueca. Sus discursos eran tan revolucionarios que incluso provocaban a Hjalmar Branting, a pesar de que muchos jóvenes socialistas comenzaron a ver a Höglund como un verdadero líder.
En 1914, cuando estalló la Primera Guerra Mundial, Höglund junto con Ture Nerman representaron a los suecos y a los noruegos en la Conferencia de Zimmerwald, un movimiento internacional antibelicista establecido en la pequeña aldea suiza de Zimmerwald. En aquel lugar, conoció a Vladimir Lenin, Grigori Zinóviev, Karl Radek y León Trotski: Zeth Höglund y Ture Nerman comenzaron a simpatizarse con los bolcheviques.
Tras volver a Berna, después de la conferencia en Zimmerwald, Zeth Höglund fue a tomar una cerveza con Lenin en un pub local. Lenin preguntó a Höglund si la Organización de la Juventud Socialista Sueca posiblemente podría donar una cantidad necesaria de dinero para apoyar a la causa bolchevique. Höglund le ofreció algo de dinero a Lenin, y a pesar de que fue una cantidad reducida, Lenin se sintió enormemente feliz y agradecido por la ayuda. Höglund se dio cuenta después de que quizás se trataba más sobre un acto de confianza política que de dinero.
A pesar de que Suecia ni siquiera participó en la guerra, la propaganda antibelicista de Höglund fue lo bastante potente para que fuese nuevamente encarcelado por "traición al Reino." Mientras Höglund era en la prisión de Långholmen, en Estocolmo, su esposa dio a luz a su segunda hija.
En abril de 1917, Lenin y otros comunistas se trasladaron hacia Estocolmo desde el exilio en Suiza en su viaje de regreso a Rusia después de la Revolución de Febrero. Lenin, quién fue recibido en Suecia por Otto Grimlund, Ture Nerman, Fredrik Ström y Carl Lindhagen, quiso ir y visitar Höglund. Se hicieron preparativos, pero, debido a otras reuniones que se hicieron durante su estadía y la petición de los bolcheviques de que regresara a Rusia, la visita de Lenin a Långholmen tuvo que ser cancelada. Aun así, el dirigente bolchevique envió un telegrama a Höglund deseándole fuerza y esperando verlo pronto, seindo esta firmada por Lenin y Ström.
Zeth Höglund, número de prisionero 172, fue puesto en libertad el 6 de mayo de 1917 después de permanecer 13 años en cautiverio. Fue recibido por sus amigos, familia y un par de miles de trabajadores que se habían congregado en la salida de la prisión. En el mismo día de su liberación, Höglund pronunció un discurso en un parque en Estocolmo, concentrando a miles de personas para escucharlo hablar sobre la paz, el socialismo y la revolución.
Desde Rusia recibió un telegrama: "En el día de vuestra liberación de la prisión, el C.C. del R.S.D.L.P. saluda en su persona un luchador incansable contra la guerra imperialista y un partidario incondicional de la Tercera Internacional." Firmado por Lenin y Zinoviev.

### Nacimiento del Movimiento Comunista Sueco

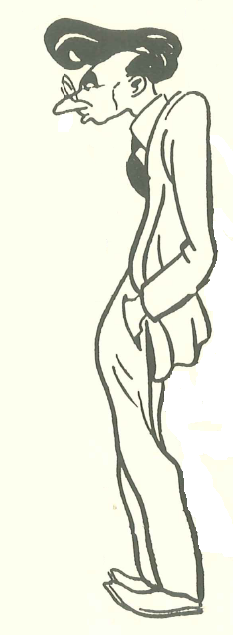
Caricatura de Höglund en Folkets Dagblad Politiken, 1926.

Höglund era un radical, socialista revolucionario y era el principal líder de la Oposición Izquierdista del Partido Socialdemócrata, que estaba en contra de las políticas reformistas del dirigente del partido Hjalmar Branting. En 1917, Zeth Höglund y la izquierda fueron expulsados del partido pero se reagruparon y crearon el Partido Socialdemócrata de Izquierda de Sueca, la cual fue apoyada por los bolcheviques en Rusia y trabajó para el objetivo de una revolución comunista en Suecia. Este nuevo partido pronto se convertirá en el (original) Partido Comunista de Suecia (SKP) y actualmente existe con el nombre de Partido de la Izquierda.
En 1916, la izquierda socialista publicó su propio periódico, Folkets Dagbland Politiken, en el que escribían y publicaban muchos textos de Lenin, Zinóviev, Bujarin y Karl Radek. Tanto Radek como Bukharin, quienes pasaron mucho tiempo en la Suecia neutra durante la Gran Guerra, tuvieron una gran influencia en el desarrollo del Partido de la Izquierda.
En diciembre de 1917, Höglund y Karl Kilbom viajaron a Petrogrado (actual San Petersburgo) para visitar a los bolcheviques y demostrar su apoyo hacia la revolución. En su día de llegada, Höglund fue invitado para ver a Lenin en el Smolny. Lenin estaba de muy buen humor. Los comunistas suecos fueron uno de los primeros grupos internacionales en visitar la Rusia soviética y, durante la noche de Año Nuevo, la delegación sueca se reunió con Otto Grimlund y Carl Lindhagen. Höglund y Lindhagen fueron invitados para hablarle ante una audiencia de 10.000 espectadores en Petrógrado. La bolchevique Aleksandra Kolontái, quién había pasado mucho tiempo en Escandinavia y se había convertido en una cercana amiga de los socialistas suecos, tradujo los discursos de Lindhagen y Höglund del sueco al ruso.
Höglund permaneció en la Rusia soviética hasta la primavera de 1918. Realizó turismo en el país y trabajó estrechamente con los líderes bolcheviques. Se le ofreció incluso de que fuese un cabo honorable del Ejército Rojo, pero declinó la oferta (el puesto fue posteriormente ofrecido al comunista noruego Olav Scheflo). Höglund escribió extensos textos para el periódico del partido y logró mantener una gran influencia sobre el movimiento comunista en Suecia desde el extranjero.
En su regreso a Suecia, Höglund visitó también a la Guardia Roja en Finlandia, que en ese momento estaban medio de una guerra civil, el cual pronto finalizaría con la victoria de la Guardia Blanca.

### Comintern
En marzo de 1919, el congreso fundador de la Internacional Comunista (Comintern) tuvo lugar en Rusia, con Otto Grimlund representando al Partido de la Izquierda Sueca. Zeth Höglund trabajó duro para convencer sus amigos de que el Partido sueco tendría que unirse al Comintern.
Durante el 2.º Congreso Mundial del Comintern, el cual tuvo lugar en Rusia en el verano de 1920, Zinóviev dijo, "Desafortunadamente el camarada Höglund y otros quienes participaron junto con nosotros en la fundación de la Internacional Comunista no pudieron presentarse." En cambio, Kata Dalström representó a los comunistas suecos.
Pero en el verano de 1921, Höglund, junto con Fredrik Ström y Hinke Bergegren, representaron a Suecia en el tercer congreso del Comintern realizado en Moscú, y Höglund trabajó duro para convencer al partido de que aceptase 21 Condiciones para afiliarse a la Internacional Comunista, incluyendo el cambio de nombre del Partido Socialdemócrata de Izquierda de Suecia a Partido Comunista Sueco. Algunos de los miembros del partido que no apalabraron las 21 tesis dejaron el partido mientras que otros, incluyendo Carl Lindhagen, fueron expulsados.
Höglund fue elegido miembro del Comité Ejecutivo del Comintern en 1922. Sin embargo, en 1924, tras mostrar su rechazo en el desarrollo de las políticas del Comintern, pensando que había un fuerte control directo desde Moscú, Höglund se desmarcó del Partido Comunista Sueco y fundó su propio Partido Comunista. En 1926, volvió a militar en el Partido Socialdemócrata Sueco, donde fue parte de la izquierda radical. A pesar de ello, siguió considerandóse comunista hasta el día de su muerte en 1956, defendiendo siempre las ideas originales de Lenin.
Zeth Höglund fue alcalde de Estocolmo entre 1940 y 1950.
Su nombre fue puesto póstumamente en una calle en Leningrado (actual San Petersburgo).

## Obras
- Zeth Höglund es el autor de dos volúmenes biográficos sobre Hjalmar Branting.
- Su propia autobiografía se llama Minnen i fackelsken (Memorias en la Luz de la Antorcha) y está dividido en tres volúmenes: Parte I: Días de Gloria, 1900–1911, Parte II: De Branting a Lenin, 1912 – 1916, y Parte III, Los Años Revolucionarios, 1917–1921.
- La hija de Zeth, Gunhild Höglund completó un cuarto volumen en las saga autobiográfica de su padre, llamada Moscú, Allí y Volviendo Otra vez, publicado en 1960.